# Soins de soutien
Les soins de soutien (parfois aussi appelés soins de support) représentent l'ensemble des moyens mis en œuvre autour d'une personne atteinte d'une maladie chronique ou d'une maladie aigüe contre laquelle il n'y a pas de traitement curatif (seulement des traitements symptomatiques, par exemple la ventilation non invasive, ventilation mécanique ou oxygénation par membrane extracorporelle) ou autour d'une personne en fin de vie en plus des soins palliatifs. Ils permettent de fournir une approche pluri-disciplinaire et pluri-professionnelle à la personne ou à sa famille élargie dans le processus d'évolution de sa maladie.

## Historique et missions
Les soins de soutien ont fait leur apparition au sein des unités de cancérologie dans le cadre de la continuité des soins prodigués à une personne atteinte d'une pathologie cancéreuse, et en particulier au moment de la fin de vie. Ils se sont élargis au réseau de santé (définis dans la loi du 4 mars 2002) et s'intègrent dans la prise en charge médicale d'une personne hospitalisée ou à domicile.
Un rapport sur la mise en place des soins de soutien dans le cadre du Plan Cancer présente les recommandations concernant l'organisation des soins de soutien en cancérologie.

## Professionnels des soins de soutien
Les soins de soutien sont effectués par  des professionnels de la santé : médecins, infirmiers, diététiciens, kinésithérapeutes ; y participent également des bénévoles d'accompagnement d'associations, des personnes travaillant dans le secteur du bien-être : masseur, coiffeur ; des représentants d'Église ; et des acteurs sociaux : assistant social, éducateur spécialisé, les socio-oncologues (en ce qui concerne les cancers) ainsi que par des psychologues.